# 博朗多
博朗多（法語：Bolandoz，法語發音：[bɔlɑ̃do]）是法国杜省的一个市镇，位于该省西南部，属于贝桑松区。

## 地理
博朗多（47°1'7"N, 6°6'41"E）面积12.21 平方千米，位于法国勃艮第-弗朗什-孔泰大區杜省，该省份为法国东部内陆省份，北起上索恩省，西接汝拉省，东部及东南部与瑞士接壤，东北部与贝尔福地区省接壤。
与博朗多接壤的市镇（或旧市镇、城区）包括：弗拉热、勒涅、锡耶阿芒塞、代塞尔维莱尔、勒维耶。

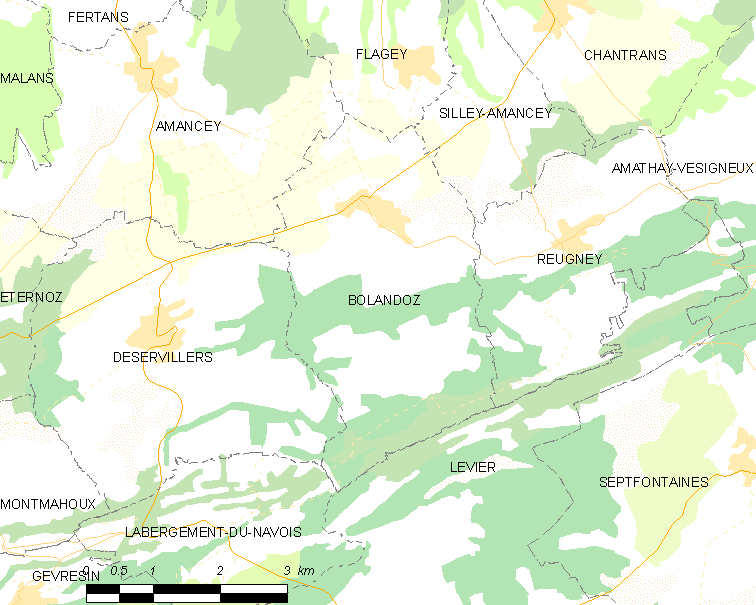
博朗多的OSM定位图

博朗多的时区为UTC+01:00、UTC+02:00（夏令时）。

## 行政
博朗多的邮政编码为25330，INSEE市镇编码为25070。

## 政治
博朗多所属的省级选区为奥尔南县。

## 人口

1962-2008年间博朗多人口变化图示

博朗多于2022年1月1日时的人口数量为379人。